# Lilli Behrens

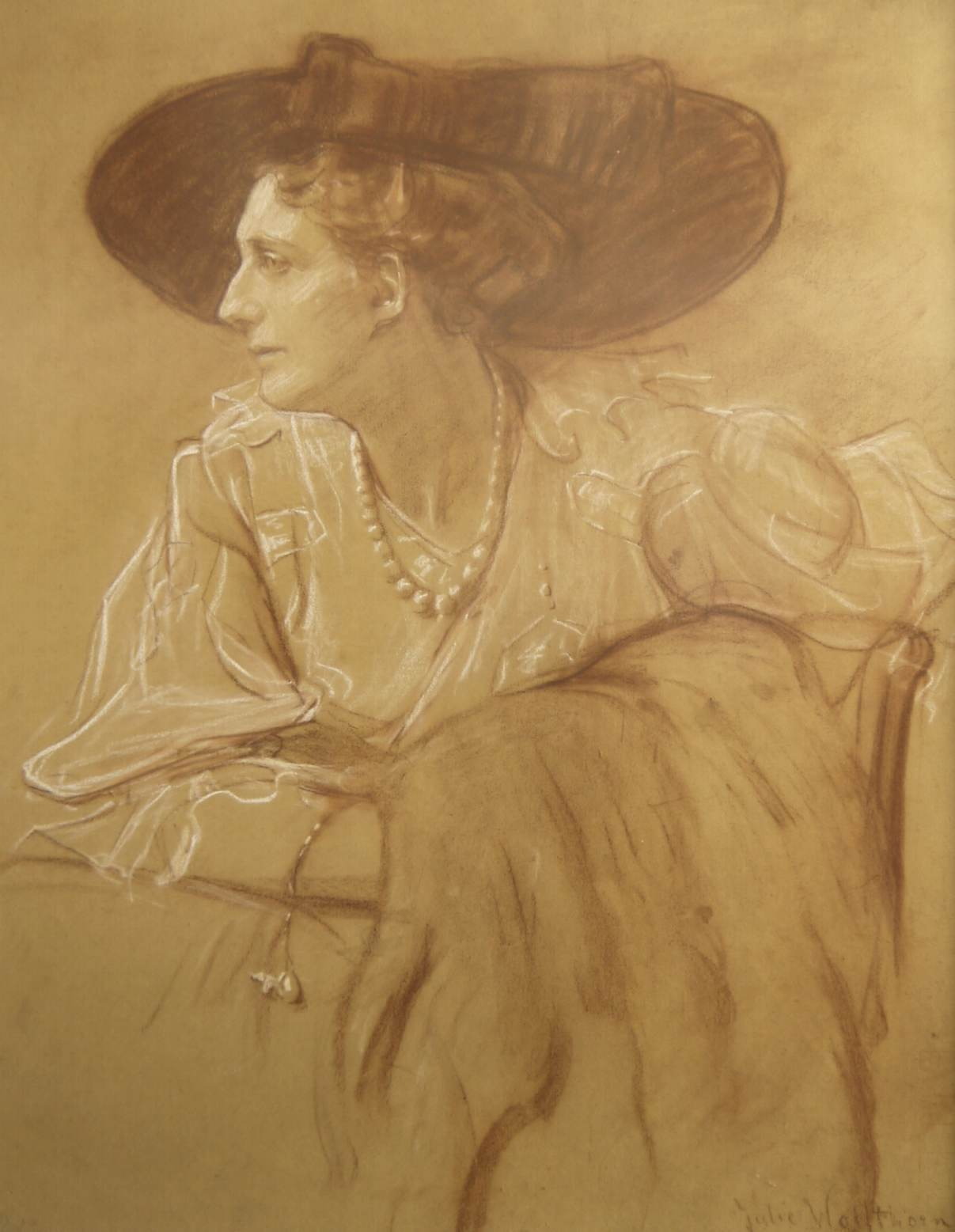
Lilli Behrens, 1917, Zeichnung von Julie Wolfthorn

Lilli Behrens (* 18. Januar 1869 als Elisabeth Krämer in Gemünden am Main; † 27. September 1959 in München) war eine deutsche Zeichnerin und Textilkünstlerin sowie Entwerferin von Reformkleidung und Kleisterpapier. Sie war die Ehefrau von Peter Behrens.

## Leben
Elisabeth, genannt „Lilli“, war die Tochter des Bezirksamtmanns Josef Krämer und heiratete um 1890 Peter Behrens, damals ein Maler der Jugendstilbewegung in München. Dort wurde am 7. November 1890 der Sohn Josef geboren, 1898 kam die Tochter Petra († 1993) zur Welt, die später eine Modezeichnerin und Modejournalistin wurde, 1903 wurde ihr Sohn Heinz-Victor geboren.

## Werk
1894 trat Lilli Behrens als Künstlerin mit eigenen Arbeiten und Entwürfen für Teppiche, Kissen und Ähnlichem auf. Um 1900 erweiterte sie ihr Tätigkeitsfeld, indem sie sich in Darmstadt als Protagonistin der Reformkleidung für Frauen profilierte. Dafür erhielt sie auf einer Kunstgewerbeausstellung in Leipzig eine goldene Medaille.
Ab 1902 stellte sie für Buchbinderzwecke Kleisterpapier her. Kleisterpapiere, die sie 1910 in Düsseldorf schuf, befinden sich in der Buntpapier-Sammlung des Deutschen Buch- und Schriftmuseums der Deutschen Nationalbibliothek in Leipzig sowie zahlreiche Blätter von 1903 und 1904. Im Rahmen einer Kooperation des Insel Verlags mit dem Museum wurde 2001 der Einband zu Zbigniew Herberts Werk Der Tulpen bitterer Duft nach einem mehrfarbigen Kleisterpapier von Lilli Behrens mit Tulpenmotiv von 1910 als Offsetdruck reproduziert.
Auf der Internationalen Ausstellung für Buchgewerbe und Graphik (BUGRA) 1914 in Leipzig präsentierte Behrens Bücher mit ihren Vorsatzpapieren.